# Bactrocera curvifera
Bactrocera curvifera
 es una especie de díptero que Walker describió por primera vez en 1864. Bactrocera curvifera pertenece al género Bactrocera de la familia Tephritidae.